# 정읍 용계서원
용계서원은 대한민국 전북특별자치도 정읍시 칠보면에 있다. 2011년 12월 23일 정읍시의 향토문화유산 제5호로 지정되었다.

## 개요
1701년 창건한 향현사로 최서림, 김정호, 은정화, 한백유, 유종홍, 김습 등을 향사하며 1868년 정부의 서원철폐령으로 훼철되었다가 1910년 복설하였다.
2008년 국학기초자료사업의 일환으로 정읍지역 고문서 및 전적 조사정리사업을 통해서 용계서원 소장 자료 고문서 54점, 전적 40점이 보고되었다. 진주최씨 후손이 소장하고 있던 고문서 외에 관곡 최서림의 문생록, 필사본 문집류, 간독류 등이다. 
주벽 최서림(崔瑞琳)은 본관이 진주, 호는 관곡(寬谷), 자는 여발(汝發) 겸퇴(謙退)이다. 진주최씨는 고운 최치원을 시조로 하는 경주최씨에서 분적하였다고 전하고 있으나 자세하지 않다. 최서림은 5세때 병자호란을 당하였고, 이때 남쪽으로 내려와 무안군 함평에 정착하였다. 아버지 최윤성의 형 최우성이 고현내 허곡마을에 입향하였고, 고모가 고현대 도강김씨 김여백에게 출가하였기 때문에 최서림은 1661년경 어머니를 모시고 고현내로 입향한 것으로 보인다.  최서림 본인이 고모부인 김여백에게 수학하였고, 신독재 김집 문하에서 학문을 배웠다고 한다. 
18세기 활동한 이재 황윤석은 용계서원에 배향된 백계 은정화의 문인 황전의 아들이다. 황윤석은 은정화의 행장을 지으면서 태인 사군자, 즉 송세림, 정언충, 김약묵, 김관이 관곡 최서림, 백계 은정화로 이어졌고, 은정화의 학문이 황윤석 자신으로 이어졌다고 하였다. 관곡 최서림의 제자에는 백계 은정화를 비롯하여 오천 한백유, 한태장, 고산에 살던 유종흥, 동곡 김정호 등이 대표적이다. 1766년 옥천군지를 편찬한 진사 한치명 또한 관곡선생의 제자이다. 
옥천군지에는 관곡 선생에 대한 짧은 일화가 소개되어 있는데, 찰방 김시서가 하서 김인후 선생의 강학처에 자연당을 짓고 '자연당가'를 한글로 지었던 것을 관곡선생에게 한문으로 옮겨줄 것을 부탁하였고, 이때 관곡선생이 마치 미리 써놓은 것처럼 글을 지었다고 하면서 그의 학문을 당송 8대가의 한사람인 한유에 비견하기도 하였다. 관곡선생의 문인록 <우수구계>는 1688년 문인 30명이 모여서 만든 문인 명단이고, 1712년 <관곡선생문생록>에는 관곡선생의 문하 180명의 생년, 자, 과거급제현황, 관직 등을 수록하였다. 그의 문하에서 생원진사에 입격한 사람이 15명, 문과급제자 3명이 배출되었다. 